# 钟攸平
钟攸平（1951年4月—），男，汉族，湖南双峰人，中华人民共和国政治人物，曾任国家工商行政管理总局党组成员、副局长，第十二届全国政协委员。